# Rodrigo Corrales
Rodrigo Corrales Rodal (* 24. Januar 1991 in Cangas) ist ein spanischer Handballspieler, der auf der Spielposition Torwart eingesetzt wird.

## Karriere

### Verein
Der 2,01 m große und 99 kg schwere Torwart begann mit dem Handball in Cangas do Morrazo beim Club Balonmán Cangas. Er wechselte im Alter von 15 Jahren von dort in die Jugendabteilung des FC Barcelona. Corrales gehörte zum Talentförderungsprogramm der Residencia Joaquín Blume. Ab 2009 gehörte er dem Kader der ersten und zweiten Mannschaft an, die in der Liga Asobal und der División de Honor Plata spielten. In der Saison 2010/2011 der Liga Asobal kam er in einem Spiel zum Einsatz und wurde mit dem Verein aus Barcelona spanischer Meister. In der Saison 2011/2012 bestritt er vier Spiele in der ersten spanischen Liga.
Ab der Saison 2012/2013 lief er auf Leihbasis für BM Huesca ebenfalls in der Liga Asobal auf.
Zur Saison 2014/15 ging er – weiter auf Leihbasis des FC Barcelona – zum vom spanischen Nationaltrainer Manolo Cadenas, zuvor Corrales' Trainer beim FC Barcelona, betreuten polnische Klub Wisła Płock. Der Vertrag war zunächst auf zwei Jahre ausgelegt und wurde um ein Jahr verlängert.
Corrales' Vertrag mit dem FC Barcelona endete im Sommer 2020. Der bis dato vom spanischen Spitzenverein zunächst an BM Huesca und dann an Wisła Płock ausgeliehene Torwart entschied sich gegen eine Vertragsverlängerung.
Ab dem Sommer 2017 stand er beim französischen Erstligisten Paris Saint-Germain unter Vertrag. Mit dem Club aus Paris gewann er 2018, 2019 und 2020 die französische Meisterschaft sowie 2018 den französischen Pokal.
Zur Saison 2020/21 wechselte er zum ungarischen Verein KC Veszprém, bei dem er ein besseres Vertragsangebot erhalten hatte. Mit dem Team aus Veszprém gewann er 2023, 2024 und 2025 die ungarische Meisterschaft, 2021, 2022, 2023 und 2024 den ungarischen Pokal, die SEHA-Liga 2020/21 und SEHA-Liga 2021/22 sowie die Vereinsweltmeisterschaft 2024. Im Sommer 2026 wird er zum französischen Verein Paris Saint-Germain zurückkehren.
Am 26. November 2011 stand er im Aufgebot des FC Barcelona gegen RK Bosna Sarajevo in der EHF Champions League. Er debütierte in diesem europäischen Vereinswettbewerb der EHF nach eigenen Angaben mit Wisła Płock. Sowohl mit Wisła  als auch mit Paris Saint-Germain und KC Veszprém spielte Corrales mehrfach im höchsten Europapokal-Wettbewerb für Vereinsmannschaften. Er wurde auch in das All-Star-Team des Wettbewerbs gewählt.

### Nationalmannschaft
Corrales bestritt von 2007 bis 2025 über 200 Spiele mit den spanischen Auswahlmannschaften der RFEBM.
Mit der Jugendnationalmannschaft, für die er am 18. Februar 2007 erstmals auflief, nahm er auch an der U-18-Europameisterschaft 2008 (6. Platz) und der U-19-Weltmeisterschaft 2009 (6. Platz) teil. Bis zum 31. Juli 2009 wurde er in 55 Spielen aufgeboten.
Ab 30. Oktober 2009 lief er für die spanische Juniorenauswahl auf. Er spielte mit dieser Mannschaft auch bei der U-20-Europameisterschaft 2010 (7. Platz) und der U-21-Weltmeisterschaft 2011 (5. Platz). Mit seinem letzten Einsatz für die spanischen Junioren am 28. Juli 2011 hatte er insgesamt 37 Spiele für die Auswahl absolviert.
In der spanischen A-Nationalmannschaft debütierte Corrales am 5. April 2014 beim Swiss Handball Cup in Lausanne gegen die Schweiz. Er stand zuvor bereits im vorläufigen Kader zur Europameisterschaft 2014, wurde aber nicht in das endgültige Aufgebot berufen. Corrales nahm mit der Nationalmannschaft Spaniens an der Weltmeisterschaft 2017 (5. Platz), der Europameisterschaft 2018 (1. Platz), der Weltmeisterschaft 2019 (7. Platz), der Europameisterschaft 2020 (1. Platz), der Weltmeisterschaft 2021 (3. Platz), den Olympischen Spielen 2021 (3. Platz) und der Europameisterschaft 2022 (2. Platz) teil. Mit der spanischen Auswahl zur Weltmeisterschaft 2023 belegte er erneut den 3. Platz. Er wurde für das provisorische Aufgebot zur Europameisterschaft 2024 berufen, verzichtete aber wegen Rückenbeschwerden auf eine Teilnahme. Mit der spanischen Olympiamannschaft 2024 gewann er die Bronzemedaille für den 3. Platz bei den Olympischen Spielen 2024.

## Erfolge (Auswahl)
- Europameister 2018, 2020
- 3. Platz bei den Olympischen Spielen 2021 und 2024
- 3. Platz bei Weltmeisterschaft 2021 und 2023
- spanischer Meister 2011 und 2012
- französischer Meister 2018, 2019 und 2020
- ungarischer Meister 2023, 2024 und 2025
- Vereinsweltmeister 2024

## Ehrungen
Im Dezember 2024 wurde Corrales von seinem ersten Verein in seinem Geburtsort Cangas do Morrazo mit einer Reliefplatte geehrt.

## Privates
Corrales ist verheiratet; seine Ehefrau ist die Tochter von Manuel Cadenas, seinem Trainer in Barcelona und Płock. Eine begonnene Journalismusausbildung brach Corrales ab. Neben Spanisch spricht er auch Portugiesisch, Französisch und Englisch sowie etwas Polnisch.